# 刘猛 (唐朝)
劉猛（?—?），徐州彭城（今江苏省徐州市），唐朝诗人。
劉猛约活动于唐德宗贞元至唐文宗大和年间，曾举进士，工于乐府诗。元和十二年（817年）客居梁州（今陕西省汉中市），与李馀各作古题乐府诗数十首，又作诗送元稹。后不知所终。元稹至梁州治病见到他，《乐府古题序》谓“昨梁州见进士刘猛、李馀各赋古乐府诗数十首，其中一二十章咸有新意，予因选而和之”，于是选十首相和。又称刘猛、李馀“方将极意于斯文”。其中有虽用古题，全无古义的作品：《出门行》不言离别，《将进酒》特书列女；其中有颇同古义，全创新词的作品：《田家》止述军输，《捉捕词》先蝼蚁。元稹所作《乐府古题》十九首，其中前十首并和刘猛。唐张为《诗人主客图》列劉猛为“高古奥逸主”孟云卿的入室者。《全唐诗》存其诗三首。